# El Fénix (1879-1881)
El Fénix fue un periódico español editado entre 1879 y 1881 en Madrid durante la Restauración alfonsina.

## Historia
Subtitulado «Diario católico-político», fue fundado y dirigido por Ceferino Suárez Bravo. Navarro Cabanes dice que pudo haber nacido de las cenizas de La España Católica y Gómez Aparicio sostiene que fue fundado a instancias de Alejandro Pidal. Sin embargo, Suárez Bravo en un principio negó que se hubiese puesto de acuerdo directa ni indirectamente con ningún hombre político de las fracciones militantes, afirmando que el periódico que iba a dirigir no se proponía otra cosa que «ser un órgano más de la gran comunión católico-monárquica».
En su primer número decía:

Si cuando vivía Jorge Manrique era ya axiomático que siempre el tiempo pasado fué mejor, échese á discurrir toda persona de cerebro sano, lo que será desde que las sociedades se dejan ir por el plano inclinado de la revolucion.

Aunque El Fénix nació como periódico carlista, en 1880 se declaró partidario del proyecto pidalino de unión católica y se opuso al integrismo de Cándido Nocedal y su periódico El Siglo Futuro, en el que Suárez Bravo había colaborado anteriormente.

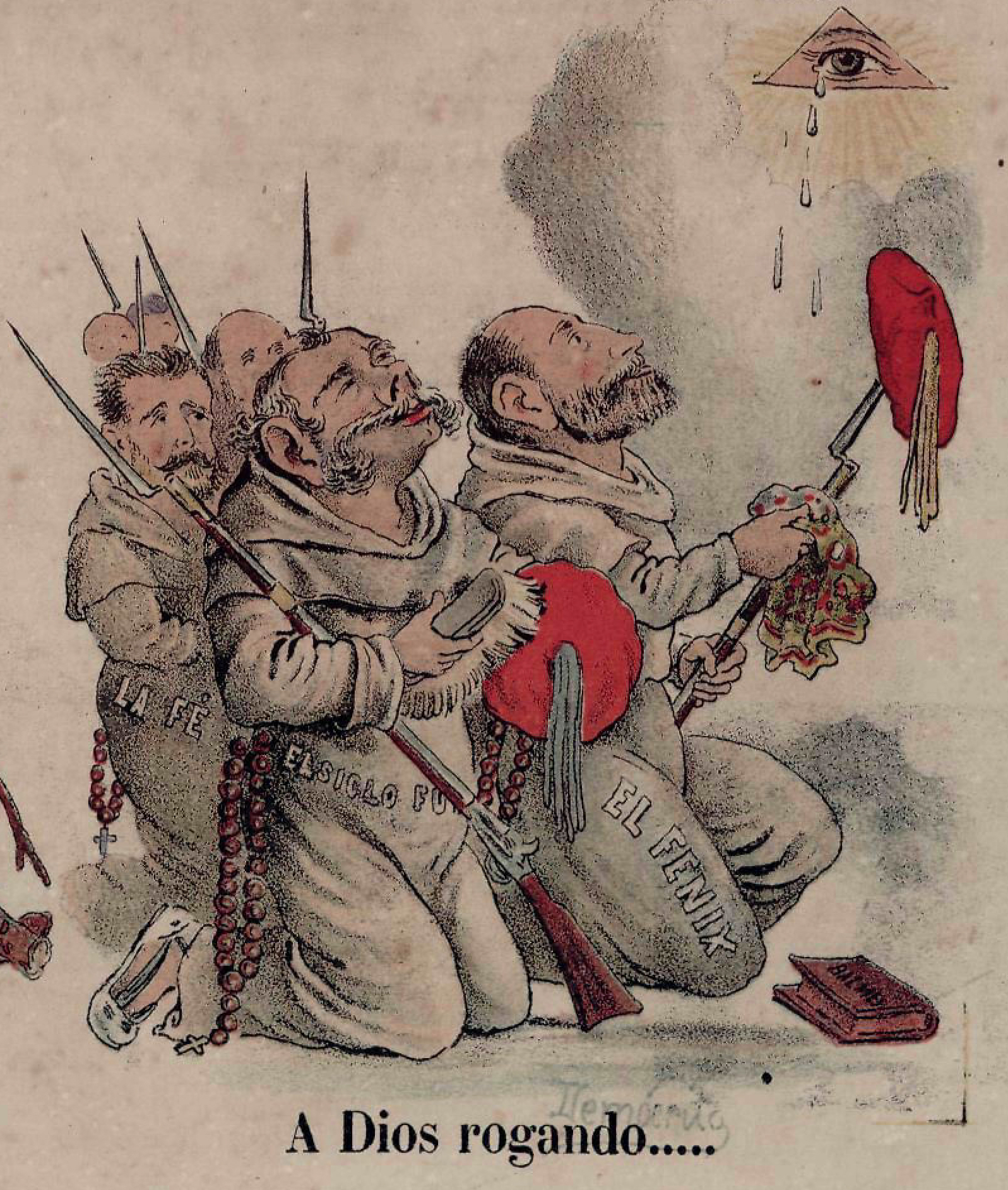
Detalle de una caricatura en la revista El Motín (mayo de 1881) donde aparecen mencionados los periódicos La Fé, El Siglo Futuro y El Fénix, encarnados los dos últimos por Cándido Nocedal y ¿Ceferino Suárez Bravo?

La primera chispa que encendió la polémica con El Siglo Futuro fue una breve noticia que El Fénix publicó el 9 de junio de 1880, en la que se daba cuenta del triunfo electoral del obispo francés Charles-Émile Freppel, que se había presentado candidato por Brest, donde ganó gracias a la unión de los católicos de aquella circunscripción. Tras acoger el llamamiento de Pidal «a las honradas masas carlistas», se distanció de la causa carlista para colaborar con el canovismo en favor de los intereses de la Iglesia.
El 8 de enero de 1881 El Fénix publicó un mensaje de adhesión a monseñor Freppel por su resuelta actitud de resistencia «contra las sectarias leyes», redactado por iniciativa de Pidal y con las firmas de una larga lista de personalidades, entre las que figuraban destacados carlistas. El texto del mensaje sería reproducido al día siguiente por el también diario carlista La Fé, que igualmente se enemistaría con Nocedal.
Defensor declarado del proyecto pidalino de la Unión Católica, El Fénix cesó el 31 de diciembre de 1881 y le sucedió La Unión, órgano de dicha organización, al que pasaron sus redactores y colaboradores bajo la dirección del conde de Canga-Argüelles.
En su último número ponía de manifiesto su sumisión a los obispos y al papa con las siguientes palabras:

De guerrilleros sueltos e independientes que hemos sido hasta aquí, pasamos sin violencia y con gusto y en unión de los hermanos que han compartido nuestras tareas a prestar nuestra débil cooperación al órgano de la Unión Católica que preside el Cardenal Primado de las Españas y que cuenta con el Patronato del Papa y de los Prelados de la Iglesia.

Fueron colaboradores José Selgas, Francisco Navarro Villoslada, Juan Hinojosa Naveros, Leandro Herrero, Juan Antonio Almela y León Galindo de Vera, entre otros.